# 깡 (노래)
《깡》은 대한민국의 가수 비가 2017년에 발표한 노래로, 비의 앨범 《MY LIFE愛》에 수록되어 있다. 이후 SNS에서 "1일 1깡"이라는 용어가 생길 정도로 인터넷 밈이 되었다.

## 역사
2017년 11월 29일에 공식 홈페이지, 유튜브 공식 채널 등을 통해 《깡》의 티저 뮤직비디오가 공개되었다. 12월 1일 오후 2시에 서울특별시 용산구의 드래곤시티에서 개최된 새 앨범 발표 기자 간담회에서 비는 "심사숙고를 많이 했다. 나 같지 않은 곡을 써달라고 했다. 내가 쓰면 뻔하기 때문"이라며, "그동안에 했던 스타일을 안 하고 싶었다. 그동안에 했던 춤스타일도 안 하고 싶었다. 요즘 클럽에서도 유행할 수 있는 음악을 해봐야겠다 싶었다"라고 밝히고, 같은 날 KBS2의 음악 프로그램 《뮤직뱅크》에서 이 곡을 공연하였다.
그러던 중 2019년 상반기부터 네티즌들에게 주목받기 시작했으며, 2020년 유튜브에서 "1일 1깡"이라는 용어가 생길 정도로 인터넷 밈이 되었고, 밈을 소비하는 사람들은 스스로 "깡팸"을 자처하기에 이르렀다. 2020년 5월 통계청 유튜브 공식 계정은 이 곡의 유튜브 뮤직비디오 영상에 “통계청에서 ‘깡’ 조사 나왔다. 2020년 5월 1일 오전 10시 기준 비(RAIN)-깡 GANG Official M/V 조회수 6,859,592회다. 39.831 UBD다”라는 댓글을 달았고, 조롱 논란이 일어나자 5일에 “국민들과 스스럼없이 소통하고자 가수 비 뮤직비디오에 댓글을 쓰면서 세심한 주의를 기울이지 못한점 사과의 말씀을 드립니다”라고 발표하였다.
비는 2020년 5월 16일 방영된 MBC의 《놀면 뭐하니?》에 출연하여 "1일 7깡 해달라. 1일 1깡 많이 모자라다, 주중에는 3깡, 주말에는 7깡하고 있다. 여러분 힘을 더 내달라"라고 반응하였다.
2020년 6월 4일 하이어뮤직에서 공식 리믹스 버전이 발매되었다.

## 평가
이즘의 김반야는 '왕의 귀환 후배들 바빠지는 중!'이라는 가사는 아무래도 2007년쯤의 이야기로 들린다"며 이 곡을 5점 만점에 1.5점으로 평가하였다.